# Беатрис фон Райперсберг
Беатрис фон Райперсберг (на немски: Beatrix von Reipersberg; * ок. 1072, Райперсберг, днес във Фогтаройт, Бавария; † сл. 1124) е графиня от Райперсберг, наследничка на Графство Дахау и чрез женитба графиня на Шайерн.
Тя е дъщеря на граф Куно фон Райперсберг (* ок. 1044) от династията Луитполдинги.

## Фамилия
Беатрис фон Райперсберг се омъжва пр. 26 март 1123 г. за граф Арнолд I фон Шайерн († 1123), син на граф Ото I фон Шайерн († 1078), прародител на фамилията Вителсбахи. Те създават страничната линия „фон Шайерн-Дахау-Фалей“ на Вителсбахите. Двамата имат децата:
- Конрад I фон Дахау († сл. 5 ноември 1130)
- Арнолд II фон Дахау († пр. 25 април 1124), убит при Шлайсхайм
- Фридрих I фон Дахау († пр. 25 април 1124)
- Ото I фон Дахау-Фалай († сл. 1135)
- Беатрикс фон Дахау († сл. 1128), омъжена ок. 1128 г. за граф Бертхолд фон Бургек-Лехсгемюнд († пр. 25 октомври 1123), син на граф Куно I фон Лехсгемюнд († 1092/1094) и Матилда фон Ахалм († 1092/1094)